# Kanzel (Ammerschwihr)

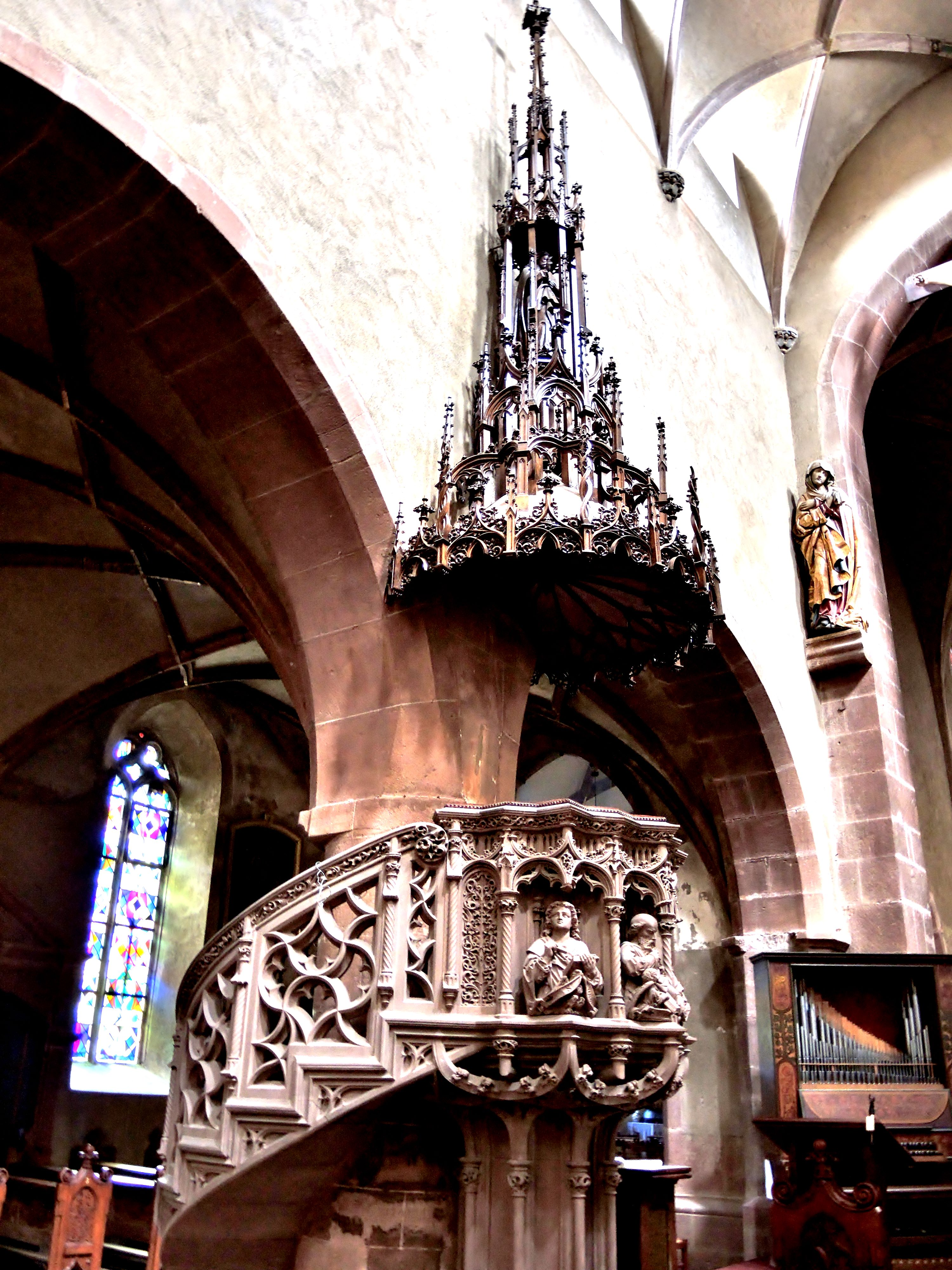
Kanzel in Ammerschwihr

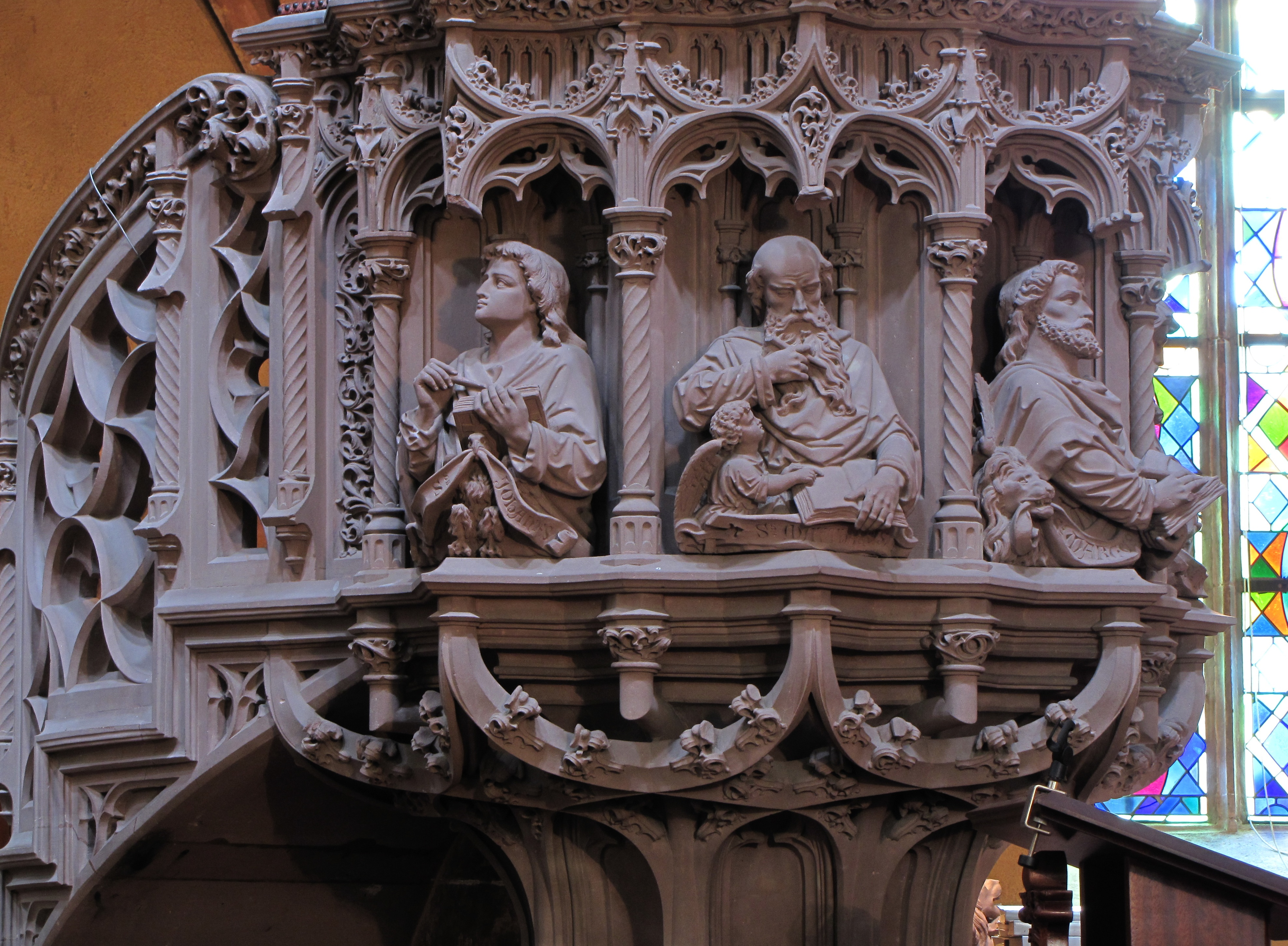
Darstellung der Evangelisten

Die Kanzel in der katholischen Kirche St-Martin in Ammerschwihr, einer französischen Gemeinde im Département Haut-Rhin der Region Grand Est, wurde 1888 geschaffen. Die neogotische Kanzel wurde 1982 als Monument historique in die Liste der geschützten Objekte (Base Palissy) in Frankreich aufgenommen.
Die Kanzel aus Stein und Holz wurde vom Bildhauer Théophile Klem geschaffen. Am Kanzelkorb aus Sandstein sind die vier Evangelisten mit ihren Symbolen dargestellt. 
Der Schalldeckel aus Holz in Form einer gotischen Fiale hat im Inneren eine Christusfigur aus Holz.  
Unter dem Treppenanfang steht die Inschrift: „Th. Klem fecit“ und die Jahreszahl 1888. Die halbrunde Treppe hat ein Geländer in Form eines Maßwerks.